# Holger Nyhuus Kristoffersen
Holger Nyhuus Kristoffersen (født 6. juni 1916 i Odense, død 10. august 1944 ved Snekkersten Station) var en dansk kriminalbetjent og modstandsmand i en militærgruppe under Holger Danske.

## Baggrund og embede
Han var søn af disponent Karl Emil Kristoffersen (2. juli 1878 i Gislev - 10. juni 1962 i Odense og hustru Petrea Marie Nielsen født Nyhuus (18. august 1875 i Linå - ?). Han gik i skole på Mulernes Legatskole i Odense og var medlem af spejderbevægelsen. Kristoffersen aftjente sin værnepligt ved 4. bataljon og blev ansat som politibetjent i Københavns Politi 1939 og overgik 1942 til Kriminalpolitiet og forrettede tjeneste i Københavns Opdagelsespoliti.
Han blev gift 11. oktober 1941 med Mathilde Ravnholt Thomsen (12. oktober 1908 i Agersted - ?).

## Frihedskæmper
Han var aktiv i modstanden fra begyndelsen af 1944 og blev medstifter af en militærgruppe med tilknytning til Holger Danske. Gruppen stod for meget udfordrende og psykisk belastende opgaver, blandt andet flugthjælp og likvidering, og blev i juli 1944 revet op af tyskerne. Holger Kristoffersen blev eftersøgt og måtte gå under jorden. Han prøvede at fortsætte arbejdet ved tilslutning til de såkaldte Tuborg Havnegrupper, men var stærkt mærket psykisk af hele tiden at være på flugt. På anbefaling fra andre planlagde han et rekreationsophold i Humlebæk sammen med sin kone, og han kontaktede kroejer Henry Thomsen fra Snekkersten Kro for at finde en sikker lokalitet. Telefonsamtalen med kroejeren var imidlertid blevet aflyttet af en stikker, og den 10. august 1944 faldt Kristoffersen i et baghold ved Snekkersten Station, hvor både han og gruppekammeraten Jørgen Juel Jensen uden varsel blev skudt og dræbt af Gestapo. Et tredje gruppemedlem, der var gået noget i forvejen, undslap tyskerne.
Deres lig blev efter befrielsen fundet nedgravet i Ryvangen og bisat i Mindelunden i Ryvangen. En mindesten er rejst på Jernbanestien i Snekkersten, mens der findes mindeplader over Kristoffersen på Odense Kaserne og på Mulernes Legatskole.